# Канабек (окръг, Минесота)
Окръг Канабек (на английски: Kanabec County) е окръг в щата Минесота, Съединени американски щати. Площта му е 1380 km², а населението - 14 996 души (2000). Административен център е град Мора.